# Orbellia petersoni
Orbellia petersoni är en tvåvingeart som först beskrevs av Malloch 1916.  Orbellia petersoni ingår i släktet Orbellia och familjen myllflugor. Inga underarter finns listade i Catalogue of Life.